# Cyanolyca mirabilis
Gaio-de-garganta-branca (Cyanolyca mirabilis) é uma espécie de ave da família Campephagidae.
É endémica do México.
Os seus habitats naturais são: regiões subtropicais ou tropicais húmidas de alta altitude.
Está ameaçada por perda de habitat.